# SAIX
SAIX (Salzburger Internet eXchange) ist einer der vier österreichischen Internet-Austauschpunkte mit Sitz in Salzburg, Österreich. Der SAIX wurde 2015 in Betrieb genommen und wird von conova communications GmbH verwaltet.
Der SAIX verfügt über mehrere Kollokationen in Salzburg, die den Teilnehmern den Anschluss an den SAIX von verschiedenen Standorten im Salzburger Land ermöglichen. Die Verbindungen können über BGP-Peering-Relationen direkt über private Peerings, über ein Route-Server-Peering oder beides hergestellt werden. Einige europäische und österreichische relevante Netzwerke, die in der Region vertreten sind, sind mit dem SAIX verbunden, da es sich um einen bekannten lokalen Verbindungspunkt in diesem speziellen geographischen Gebiet handelt.
Der SAIX ist ein kostenloser Internet-Austauschpunkt, und jeder Teilnehmer muss für seine eigenen Verbindungskosten aufkommen.